# Dilara Kazimova
Dilara Kazimova (født 20. maj 1984 i Baku) er en aserbajdsjansk sangerinde. Hun vandt den 2. marts 2014 Böyük Səhnə, den aserbajdsjanske forhåndsudvælgelse til Eurovision Song Contest 2014 i København. Den 16. marts 2014 blev det offentliggjort, at Kazimova skulle synge sangen "Start a Fire", skrevet af Stefan Örn, Johan Kronlund og Alessandra Günthardt. Sangen gik videre fra semifinalen den 6. maj 2014, men blev kun nummer 22 ved finalen fire dage senere,